# Do Right to Me Baby (Do Unto Others)
Do Right to Me Baby (Do Unto Others) – piosenka skomponowana przez Boba Dylana, nagrana przez niego w maju 1979 r., wydana na albumie Slow Train Coming w sierpniu 1979 r. oraz jako strona B singla "Slow Train" w styczniu 1980 r. Znany także jako "Do Right to Me, Baby (Do Unto Others)"

## Historia i charakter utworu
Utwór ten został nagrany w Muscle Shoals Sound Studio w Sheffield w Alabamie 4 maja 1979 r. Była to piąta sesja nagraniowa tego albumu. Producentem sesji byli Jerry Wexler i Barry Beckett.
Jak sugerują niektórzy Dylanolodzy, właśnie ten utwór utrzymany w rytmie reggae mógł być jego pierwszą kompozycją po konwersji na chrześcijaństwo. Dylan wykonywał tę piosenkę już na swoim ostatnim występie w grudniu 1978 r..
Być może powstała ona w pewnej relacji do jego dawnej kompozycji "All I Really Want to Do". Dylan wymienia warunki, które powinny być spełnione w związku, ale czyni to poprzez negację, jak w "All I Really Want to Do". Piosenka ta może być oczywiście równie dobrze skierowana do Boga, a nie do kobiety. Ze względu na swoją prostotę, piosenka ta była często krytykowana i porównywana nawet do parodii.
Dylan wykonywał ją na koncertach w roku 1979 oraz na początku roku 1980.

## Muzycy
Sesja 5
- Bob Dylan - gitara, wokal
- Mark Knopfler - gitara
- Tim Drummond - gitara basowa
- Barry Beckett - instrumenty klawiszowe; fortepian
- Pick Withers - perkusja

## Dyskografia
Singel
Strona B singla "Slow Train" - (styczeń 1980)
Albumy
- Slow Train Coming (1979)

## Wykonania piosenki przez innych artystów
- Tim O'Brian and Mollie - Remember Me (1993)